# Gullspira
Gullspira er en svensk filmpris som etableredes i 2006. Den tildeles en person, som har gjort en enestående indsats indenfor svensk børnefilm. Det er et af filmpriserne som uddeles under Guldbagge-gallafesten. Den første som tildeltes denne filmpris var Per Åhlin, som siden 1970'erne har lavet tegnefilm for børn i Sverige.
Selve prisen består af en statuette af kunstneren Amalia Årfelt, og forestiller en ged ved navnet Gullspira, der forekommer i filmen Barnen från Frostmofjället.

## Vindere af Gullspiran gennem årene
- 2006 – Per Åhlin, tegner og instruktør
- 2007 – Catti Edfeldt, instruktør
- 2008 – Ulf Stark, forfatter
- 2009 – Georg Riedel, komponist[1]
- 2010 – Maggie Widstrand, filmcaster for børn og unge[2]
- 2011 – Lisbet Gabrielsson, filmproducent